# Silueta (álbum)
Silueta es el título del octavo álbum de estudio grabado por la cantautora mexicana Ana Gabriel. Fue lanzado al mercado bajo los sellos discográficos Sony Discos y Columbia Records el 30 de junio de 1992. La producción discográfica estuvo a cargo por el productor Max Pierre y la propia artista como co-productora del álbum. La grabación se hizo entre los meses de enero y abril de 1992.
Para promocionar este disco, se desprenden sencillos como Silueta, Amándole, Evidencias, Tú y yo, siendo Evidencias, el más exitoso del álbum.

## Lista de canciones
| Silueta |                                                      |                                                                        |          |  |
| N.º     | Título                                               | Escritor(es)                                                           | Duración |  |
| 1.      | «Tú y yo»                                            | Ana Gabriel                                                            | 4:06     |  |
| 2.      | «Todavía tenemos tiempo» (Ainda Temos Tempo)         | Michael Sullivan · Paulo Massadas Adapt: al español: Ana Gabriel       | 4:06     |  |
| 3.      | «Amándole»                                           | Ana Gabriel                                                            | 4:01     |  |
| 4.      | «Llena de romance»                                   | Ana Gabriel                                                            | 4:14     |  |
| 5.      | «Mal contigo, peor sin ti» (Ruim Com Você, Pior Sem) | Michael Sullivan · Paulo Massadas Adapt: al español: Ana Gabriel       | 4:06     |  |
| 6.      | «Qué bien me siento»                                 | Ana Gabriel                                                            | 4:07     |  |
| 7.      | «Silueta»                                            | Michael Sullivan · Paulo Massadas Adapt: al español: Ana Gabriel       | 3:45     |  |
| 8.      | «Todo terminó»                                       | Ana Gabriel                                                            | 3:57     |  |
| 9.      | «Hay que hablar»                                     | Ana Gabriel                                                            | 4:02     |  |
| 10.     | «Quiero yo saber»                                    | Joselyne Beroard · J. Philippe Martnely Adapt: al español: Ana Gabriel | 4:07     |  |
| 11.     | «Evidencias»                                         | José Augusto · Paulo Sergio Valle Adapt: al español: Ana Gabriel       | 4:16     |  |
| 12.     | «Te amo»                                             | Roberto Correa · Silvio Som Adapt: al español: Ana Gabriel             | 3:26     |  |
| 48:03   |                                                      |                                                                        |          |  |

© MCMXCII. Sony Music Entertainment (México), S.A. de C.V.